# Kulenkampff (Familie)
Die Familie Kulenkampff ist seit dem 16. Jahrhundert eine in Bremen ansässige Kaufmannsfamilie, deren Angehörige auch als Ältermänner oder Senatoren für die Freie Hansestadt Bremen aktiv waren. Neben Kaufleuten und Juristen wurden einige als Wissenschaftler oder Künstler bekannt.

## Geschichte
Die Kulenkampffs sind eine alte (erstmals 1495 erwähnte) und bekannte Bremer Familie. Ein Leffke (Leefken) Kulenkamp († vor 1597) wurde in Bremen wohnend im 16. Jahrhundert genannt, sein Sohn Johann Kulenkamp (etwa 1566–etwa 1620) ist in Bremen geboren und arbeitete als Potter (Töpfer). Dessen Enkel Hermann Kulenkamp (1664–1720) war Tuchhändler und sein Sohn Arnold Kulenkampff (1707–1760), mit der heutigen Schreibweise des Namens, wirkte als Kaufmann und wurde von den Kaufleuten zum Eltermann in Bremen gewählt. Die Elterleute in Bremen (früher olderlude) waren in Bremen die Sprecher oder Vorsteher der Kaufleute im Gremium der Elterleute des Kaufmanns. Der Kaufmann Arnold Hermann Kulenkampff (1744–1834) war schließlich von 1783 bis 1830 Bremer Ratsherr bzw. Senator (siehe Liste von Bremer Senatoren). Die Familie ist weit verzweigt.
Die bekannteren Familienangehörigen waren (unvollständige Liste):
- Hermann Kulenkampff (1664–1720), Tuchhändler, Vater von Hermann Kulenkampff (1710–1761), s. u.
- Eltermann Arnold Kulenkampff (1707–1760), Kaufmann ⚭ Dorothea (?–1772)
- Michael Kulenkamp (1678–1743), Jurist, 1702 in Halberstadt als Advokat bei der Regierung, Oberappellationsgerichtsrat in Kassel
  - Philipp August Kulenkamp (1710–1797), Jurist
  - Friedrich Wilhelm Kulenkamp (1714–1799), Jurist, kurhessischer Kammerrat
    - Elard Johannes Kulenkamp (1777–1851), Jurist
- Nicolaus Kulenkamp der Ältere (1710–1793), Naturforscher, Schönfärber und Seifenfabrikant
  - Nicolaus Kulenkamp der Jüngere (1750–1815), Kaufmann
- Senator Arnold Hermann Kulenkampff (1744–1834), Kaufmann ⚭ Ratsherrntochter Meta Almata Wichelhausen (1753–1825)
- Rebecca Louise (1791–1849) ⚭ Franz Friedrich Droste (1784–1849), Jurist und Advokat
- Kaufmann Albert Kulenkampff (1853–1915) ⚭ Friederike Kulenkampff (1857–1945)
  - Lina Mayer-Kulenkampff (1886–1971), Historikerin und Pädagogin ⚭ Eduard Wilhelm Mayer (1888–1917).[1]
    - Ilse Mayer-Kulenkampff[1] (1916–2008), Professorin für Sozialpädagogik
- Hermann Kulenkampff (1710–1761), Kaufmann, Sohn von

Hermann Kulenkamp (1664–1720) s. o., Vater von Johann Hermann
- Johann Hermann Kulenkampff (1738 in Celle–1790), Kaufmann, Vater von Peter Andreas und Caspar Gottlieb
- Peter Andreas Kulenkampff, Kaufmann, Bruder von Caspar Gottlieb Kulenkampff, 1806 Mitgründer der Firma Gebrüder Kulenkampff
- Caspar Gottlieb Kulenkampff (1769–1838), Kaufmann,  1806 Mitgründer der Firma Gebrüder Kulenkampff (Großhandel) ⚭ Johanna Kulenkampff, geb. Heineken (1788–1863); Käufer von Gut Landruhe in Bremen - Horn-Lehe
  - Gustav Kulenkampff (1811–1878), Kaufmann, Mitglied der Bremischen Bürgerschaft (1848/49, 1851 bis 1854) und 1857 Mitgründer des Norddeutschen Lloyds (NDL)
    - Caspar Gottlieb Kulenkampff (1843–1884)
      - Enkel: Johannes Kulenkampff (1901–1987), Reeder und Direktor des Norddeutschen Lloyds (NDL)[2]

  - Julius Eberhard Kulenkampff (1818–1884), Kaufmann ⚭ Maria Franziska Kulenkampff (1824–1859)[3]
    - Caspar Gottlieb Kulenkampff (1849–1921) ⚭ Elisabeth (Else) Franziska Agnes Sophie Kulenkampff (1861–1939)[3]
    - Diedrich Jacob Eduard Kulenkampff (1850–1916) ⚭ Anna Wilhelmine Kulenkampff (1853–1933)[3]
    - Hermann Julius Kulenkampff-Post (1866–1930), Kaufmann ⚭ Marie Louise Schenck (1869–1950)[3]
      - Georg Kulenkampff (1898–1948), Violinvirtuose[3][4]
        - Caspar Kulenkampff (1921–2002), Psychiater und Professor ⚭ Angela Kulenkampff (1918–2016)[5]

  - Johann Gustav Kulenkampff (1811–1878) ⚭ Maria Anna (Marianne) Catharina Kulenkampff (1818–1895)
    - Johanna Emmy Meier geb. Kulenkampff (1839–1872)[6] ⚭ Hermann Heinrich Meier (1836–1913)
    - Caspar Gottlieb Kulenkampff (1843–1884) ⚭ Bertha Elise Maria Kulenkampff geb. Pauli (1842–1907)
    - Diedrich Kulenkampff (1846–1921)[7] ⚭ Auguste Charlotte Marie Kulenkampff geb. Ewald (1848–1934)
    - Johann Daniel Albert Kulenkampff (1853–1915),  Kaufmann ⚭ Friederike Hermine Kulenkampff geb. Noltenius (1857–1945), Bauherr von Haus Mindeströmmen
    - Julius Eduard Kulenkampff (1855–1922), Jurist ⚭ Clementine Charlotte Kulenkampff (1859–1933)
      - Julius Engelbert Kulenkampff (1883–1919) ⚭ Elly Kulenkampff (1886–1963)

- Gustav Kulenkampff (1849–1921), Komponist, Dirigent und Musikpädagoge[8]
- Heinrich Wilhelm Kulenkampff (1852–1929), Kaufmann ⚭ Emilie Anna Kulenkampff geb. von Knoop (1858–1920)
  - Friedrich Wilhelm Kulenkampff (1893–1964), Kaufmann (sein Vetter war der Violinvirtuose Georg Kulenkampff (1898–1948), siehe oben) ⚭ Else Kulenkampff (1895–1968) deren Großvater Pianist und Musikprofessor war
    - Helmut Kulenkampff (1920–1977), Professor für Anatomie, Ordinarius am Anatomischen Institut der Universität des Saarlandes
    - Hans-Joachim Kulenkampff (1921–1998), Schauspieler und Fernsehmoderator ⚭ Gertraud (Traudl) Schwarz (1922–2001), Kinderbuchautorin[9]
- Walther Kulenkampff (1883–1929), Unternehmer und Politiker als liberaler Reichstagsabgeordneter (DVP) von 1920 bis 1924 und 1928/29[10]
- Alfred Kulenkampff (1884–1969), Farmer in Erongo ⚭ Hedwig Kulenkampff geb. von Seydlitz-Kurzbach
  - Eberhard Kulenkampff (1927–2021), Architekt, Städtebauer und Bremer Senatsdirektor
- Helmuth Kulenkampff (1895–1971), Physiker und Professor[11]
- Werner Johannes Kulenkampff (1899–1983), Kaufmann, Sohn von Johann Heinrich Kulenkampff
- Hans Ludwig Kulenkampff (1911–1984), Bremer Bürgerschaftsabgeordneter (CDU) von 1963 bis 1969[12]
- Wolfgang Kulenkampff (* 1941), Speditionskaufmann

## Firmen
- Gebrüder Kulenkampff, Handelshaus und   Tabakhändler seit 1806
- Kulenkampff & Co. GmbH, Bremen und Oyten, Import und Export
- Kulenkampff & Konitzky GmbH, seit 1884, Kohlhökerstraße 19–20, Bekleidung, Leder und Textil, Großhandel
- Menke & Kulenkampff, Tabakhandel, seit 1864, Großenstraße 42/46 dann Buchtstraße 11

## Ehrungen, Sonstiges
- Die Kulenkampffallee in Bremen wurde 1957 nach der alten Bremer Kaufmannsfamilie benannt.
- Das Haus Kulenkampff von 1848 in Bremen-Mitte, Domsheide Nr. 3 wurde nach dem NDL-Gründer Gustav Kulenkampff (1811–1878) benannt, der auch der Bauherr war.
- Das Haus Schwalbenklippe in Bremen-Burglesum erwarb 1883 der Kaufmann Julius Kulenkampff (1855–1922) und 1902 sein Bruder, der Kaufmann Johann Gustav Kulenkampff (1849–1921). Das Grundstück ging 1905 an seine Schwester Emmy Johanne Kulenkampff (* 1851).
- Haus Kränholm in Bremen-Burglesum in Knoops Park; 1856 kaufte der Bremer Großkaufmann Ludwig Knoop, der Vater von Emilie Kulenkampff, das Haus.
- Haus Mindeströmmen Bremen-Burglesum, 1903 gebaut für den Kaufmann Johann Daniel Albert Kulenkampff (1853–1915)
- Gut Landruhe in Bremen - Horn-Lehe, Am Rüten 2–4, wurde 1822 gepachtet und 1836 gekauft vom Kaufmann Caspar Gottlieb Kulenkampff (1769–1838). Nach 1923 ging das Gut an die Familie Menke über, Verwandte der Kulenkampffs.